# Felipe Rojas
 Felipe Reinaldo Rojas Pavez (Requinoa, Chile, 2 de marzo de 1986) es un futbolista chileno, que juega en la posición de defensa. Actualmente juega para Santiago Morning.

## Trayectoria
Formado en las divisiones inferiores de O'Higgins, forma parte del plantel de honor que ascendió a primera división en el año 2005, luego de esto es enviado a préstamo al club de Tercera A Colchagua debutando en el fútbol profesional el año 2006 y permaneciendo hasta el 2007. En este equipo es titular indiscutido. En el 2007 y dirigido por el DT Gerardo Silva se logra el vicecampeonato. En el 2008 vuelve a O'Higgins, el nuevo DT es Jorge Sampaoli, Rojas logra quedarse con el puesto de titular de defensa central en desmedro de Federico Martorell, en este campeonato el equipo tuvo un muy buen desempeño en la fase regular del torneo, alcanzando el tercer lugar de la tabla general, detrás de Ñublense y Universidad Católica. Luego es derrotado en los play offs por U de Chile. En el torneo de clausura de ese mismo año O'Higgins aun al mando de Sampaoli hizo un regular desempeño logrando el séptimo lugar de la tabla regular, clasificando a play offs pero siendo derrotado por Palestino. Los torneos posteriores Felipe Rojas mantiene alto porcentaje de titularidad en el equipo, incluso marcando goles, siendo referente para series inferiores y para la hinchada por ser un jugador de la cantera celeste que ha logrado destacarse en el club. Durante su estadía en O'Higgins también fue dirigido por Gerardo Silva, Roberto Hernández y Marco Antonio Figueroa. En el año 2010 la ANFP decide premiarlo en la ceremonia del Balón de Oro, donde recibe el premio Fair Play. 
En el 2011 el jugador es transferido a Cobreloa, luego de ser solicitado por el DT Nelson Acosta, donde ocupa la dorsal 14. Al principio no tiene mucha regularidad en el equipo, pero al pasar los partidos es mucho más considerado por los técnicos y se convierte en pieza clave para el esquema titular del elenco loíno. Posteriormente en el siguiente semestre va a Deportes Copiapó para en el segundo semestre del 2013 fichar por Curicó Unido donde es capitán y titular en el equipo. En la temporada 2015/2016 se incorpora a Santiago Morning.

## Clubes
| Club             | País  | Año       |
| ---------------- | ----- | --------- |
| Colchagua        | Chile | 2007      |
| O'Higgins        | Chile | 2008-2010 |
| Cobreloa         | Chile | 2011-2012 |
| Deportes Copiapó | Chile | 2013      |
| Curicó Unido     | Chile | 2013-2015 |
| Santiago Morning | Chile | 2015-2017 |

### Distinciones individuales
| Distinción            | Año  |
| --------------------- | ---- |
| Premio Fair Play ANFP | 2010 |

- Datos: Q5442042